# Cardinal in pectore
Un cardinal in pectore (en latin « dans la poitrine », au sens de « dans le cœur ») ou in petto (en italien) est, dans l'Église catholique, un homme secrètement créé cardinal par le pape. Son identité n'est pas révélée publiquement et le pape garde son nom pour lui, « dans son cœur ».
Le pape peut prendre cette décision, par exemple, pour ne pas nuire à ce nouveau cardinal en cas de répression politique ou de persécutions religieuses dans son pays.
Ce choix ne prend juridiquement effet que lors de sa publication, notamment quand le décret de nomination est présenté lors d’un consistoire. Tant que la décision du pape n'est pas officielle, le cardinal in pectore n’a ni les privilèges ni les droits d’un membre du Collège des cardinaux.

## Description
Ce droit du pape, rarement exercé, l'est dans des circonstances où il veut donner aux historiens une marque de l'honneur qui lui semble dû à un ecclésiastique, mais sans mettre en danger ce dernier à cause des risques de persécution qui existent à ce moment-là.
Les cardinaux nommés in pectore ne sont pas nécessairement informés de leur statut, en particulier lorsqu'il existe des risques d'interception des communications papales dans des régimes hostiles. Ils ne peuvent d'ailleurs pas exercer leurs fonctions de cardinal tant que leur nomination n'est pas annoncée publiquement. Une fois l'annonce faite, leur ancienneté dans le Sacré Collège compte à partir de la date de la reservatio in pectore et non à partir du moment où elle est annoncée. La conservation de la préséance est d'ailleurs un des intérêts du procédé.
Les papes peuvent choisir de garder le secret sur les identités des cardinaux pour diverses raisons :
- La sécurité personnelle du promu, quand il vit sous des régimes hostiles au catholicisme ou au christianisme ;
- La sécurité de la communauté dont il fait partie, quand il est à craindre que la proclamation publique d'un cardinal pourrait être cause de discrimination ou d'hostilité contre les chrétiens en général et les catholiques en particulier.

Les cardinaux in pectore ne peuvent participer à des conclaves que si leurs noms sont révélés publiquement par le pape avant son décès. S'il ne le fait pas, leur cardinalat cesse à la mort de ce dernier.
Le code de droit canonique définit dans son canon 351, paragraphe 3, les règles de création d'un cardinal in pectore :

« Celui qui est promu à la dignité cardinalice et dont le Pontife Romain a annoncé la création mais en réservant le nom dans son cœur ("in pectore") n'est tenu pendant cette période à aucun des devoirs des Cardinaux et il ne jouit d'aucun de leurs droits ; cependant, une fois son nom publié par le Pontife Romain, il est tenu à ces mêmes devoirs et jouit de ces mêmes droits ; mais il obtient la préséance à partir du jour de la réservation in pectore. »

— Code de droit canonique – canon 353 § 3
Six papes — Innocent X, Benoît XIV, Grégoire XVI, Pie IX, Léon X et Alexandre VI — ont été initialement créés cardinaux in pectore, mais tous ont vu leur nom rendu public très peu de temps après.
Parmi les régions où l'on pense qu'il y a eu des cardinaux in pectore dont les noms n'ont jamais été révélés, on compte la république populaire de Chine et, avant la chute de l'Union soviétique et l'effondrement du rideau de fer, l'Europe centrale et orientale.
L'expression italienne in petto est également utilisée communément.

## Histoire
Cette tradition remonte au XIVe siècle, il n'était alors pas rare que le souverain pontife désigne des cardinaux sans qu'une publication soit faite. Cette situation n'était pas sans poser problème en cas de réunion d'un conclave. Eugène IV considéra qu'un cardinal dont le nom n'aurait pas été publié ne pouvait participer à un conclave mais c'est Urbain VIII, au XVIIe siècle, qui posa les règles encore en vigueur aujourd'hui.

### DuXIVeau début duXVIesiècle

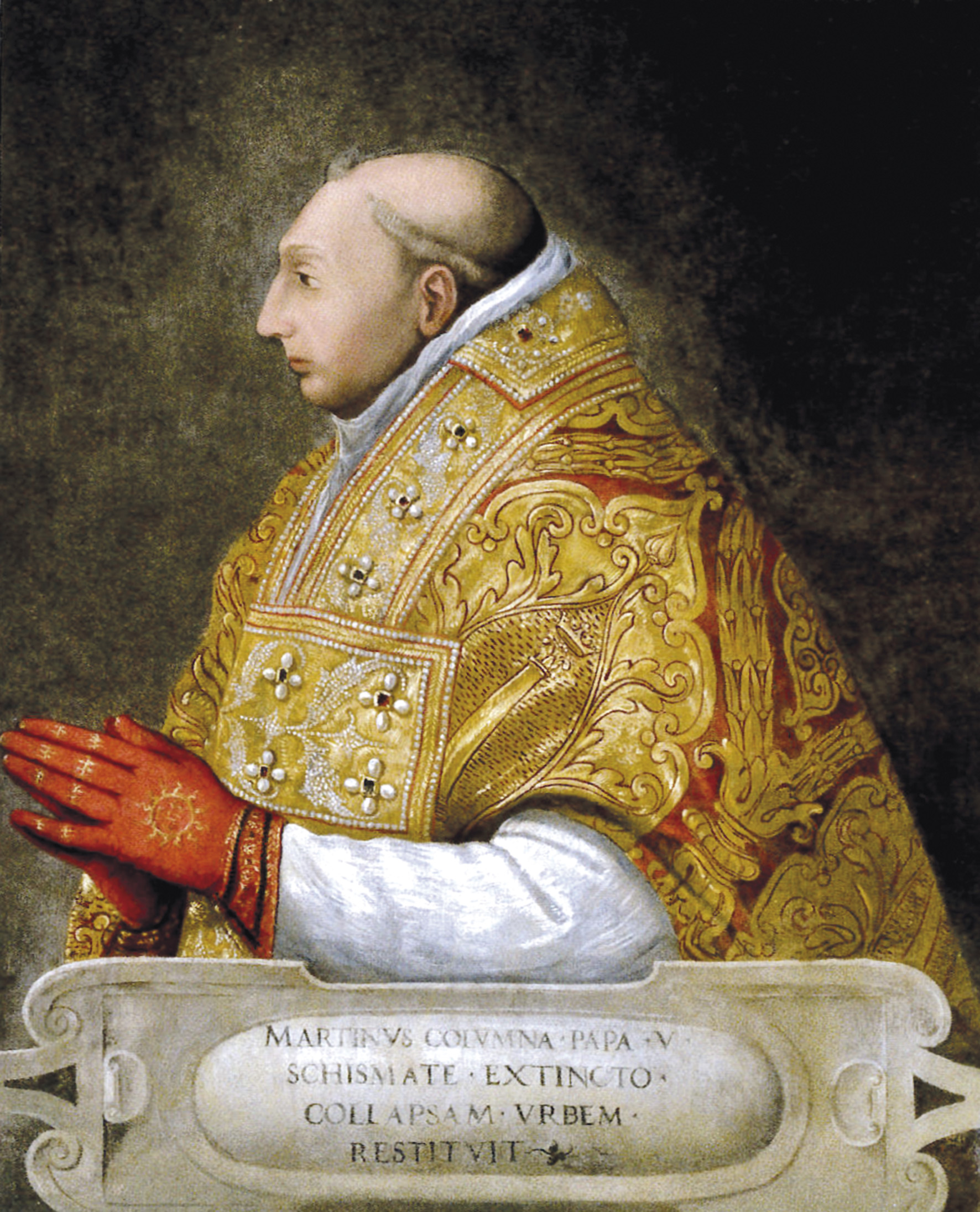
Martin V, premier pape à avoir utilisé la notion de création de cardinaux in pectore.

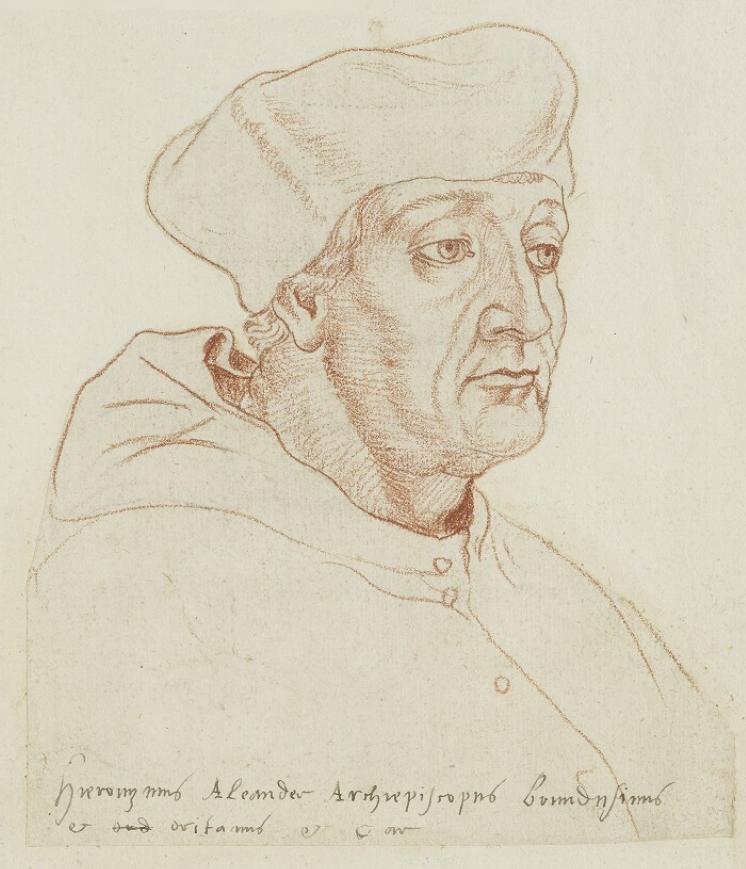
Jérôme Aléandre, l'un des premiers cardinaux créés in pectore, dessin du Recueil d'Arras.

Les premiers cardinaux créés sans publication le sont par Martin V en 1423, mais cette approche diffère de la nomination in pectore ultérieure, en ce que le pape a néanmoins informé les autres cardinaux de son choix,,. Les deux cardinaux sont Domingo Ram i Lanaja et Domenico Capranica, créés par consistoire secret du 23 juillet 1423 et révélés le 8 novembre 1430. Martin V nomme Prospero Colonna et Giuliano Cesarini le 24 mai 1426 mais ne les présente que le 8 novembre 1430. Lors de ce dernier consistoire, il crée aussi deux cardinaux, Juan Casanova et Guillaume de Montfort, dont la nomination est rendue publique par son successeur, Eugène IV, respectivement en juillet 1431 et mars 1432. Certaines sources mentionnent aussi la création en secret de Stefano Mucciarelli (it), mort avant la publication, et de Leonardo Dati, mort le jour même, 16 mars 1425.
Le pape Calixte III nomme deux cardinaux sans publication :
- Luis Juan del Milà, créé le 20 février 1456, publié le 17 septembre 1456
- Rodrigo Borgia, créé le 20 février 1456, publié le 17 septembre 1456

Pie II nomme le cardinal Burkhard Weisbriach par consistoire du 5 mars 1460 mais ne publie cette création que le 31 mai 1462.
Paul II crée cardinal, à la fin de l'année 1464 ou au début de 1465, l'évêque Teodoro de Lellis (it) mais ce dernier meurt avant que ne soit publiée sa nomination. Il en est de même pour le patriarche de Venise Giovanni Barozzi (it). Lors du consistoire du 21 novembre 1468, il crée deux cardinaux en secret : Hugues de Coat-Trédrez, évêque de Tréguier, et Pedro Ferris, évêque de Tarazona. Le premier meurt avant d'être révélé, le second est finalement créé cardinal par le pape Sixte IV lors du consistoire du 18 décembre 1476. Au début de l'année 1471, Paul II crée quatre cardinaux en secret, Jean Vitéz, prélat de Hongrie ; Pietro Foscari, Ferry de Clugny et Giovanni Battista Savelli ; le premier meurt sans être révélé, les trois derniers font partie des promotions de 1477 et 1480 du pape Sixte IV.
En 1474, Sixte IV, selon plusieurs sources, nomme cardinal l'évêque du Mans, Thibault de Luxembourg, mais ce dernier meurt le 1er septembre 1477, lors de son voyage vers Rome, alors qu'il s'apprête à recevoir cette dignité,.

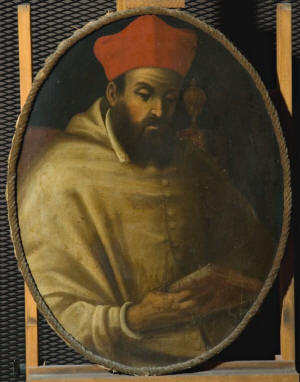
Le patriarche de Venise, Maffeo Gherardi, créé sans publication par Innocent VIII et admis au conclave de 1492 par décision du Sacré Collège.

Lors du consistoire secret du 9 mars 1489, le pape Innocent VIII crée trois cardinaux dont il ne publie pas la nomination :
- Maffeo Gherardi, patriarche de Venise, doit être publié lors d'un prochain consistoire, selon les désirs du pape, mais ne l'est finalement que lors du conclave de 1492
- Giovanni de' Medici, trop jeune pour porter le chapeau, est révélé trois ans plus tard, le 26 mars 1492
- Federico Sanseverino, lui aussi trop jeune, est révélé lors du conclave de 1492

Selon l'Annuaire pontifical catholique de 1934, les cardinaux suivants ont été nommés par Innocent VIII sans jamais être publiés : Pantaleone Cibo, Nicolas de Cibo, Hermolao Barbaro, Fryderyk Jagiellończyk et Hippolyte Ier d'Este. Ces deux derniers ont été créés par Alexandre VI lors du consistoire du 20 septembre 1493.
Alexandre VI, dont l'habitude est de créer des cardinaux lors de consistoires et de ne les publier que quelques jours plus tard, crée cinq cardinaux dont la révélation est réalisée plusieurs mois après :
- Louis d'Aragon, créé en mai 1494, révélé le 19 février 1496.
- Diego Hurtado de Mendoza, créé le 20 mars 1500, révélé le 2 octobre 1500
- Amanieu d'Albret, créé le 20 mars 1500, révélé le 28 septembre 1500
- Pedro Luis de Borja Llançol de Romaní, créé le 20 mars 1500, révélé le 28 septembre 1500
- Gianstefano Ferrero, créé le 28 septembre 1500, révélé le 28 juin 1502

Un cardinal est aussi nommé par Alexandre VI lors du consistoire du 20 septembre 1493 mais son nom n'a jamais été révélé. Il peut être considéré comme le véritable premier cardinal nommé in pectore. Trois autres cardinaux semblent avoir été créés sub silencio mais leur nomination n'a jamais été confirmée ni révélée : l'ambassadeur de l'électeur de Saxe auprès du Saint-Siège prénommé « Johann », de patronyme inconnu (en 1499), Pietro Ciera, protonotaire apostolique de Venise (en 1501) et François de Busleyden, archevêque de Besançon (en 1501).
Jules II, dont les publications sont elles aussi décalées de quelques jours, nomme :
- René de Prie, créé le 18 décembre 1506, révélé le 17 mai 1507
- Matthäus Lang von Wellenburg, créé le 10 mars 1511, révélé le 24 novembre 1512

Selon certaines sources, Vincenzo Quirini, patricien, humaniste et diplomate vénitien, a été créé cardinal par Léon X mais cette nomination n'a jamais été publiée. On évoque aussi la nomination, à la fin de 1522 ou au début de 1523, par le pape Adrien VI de l'évêque polonais d'Ermeland, Fabien de Lossainen, mais qui meurt peu après, le 30 janvier 1523, alors que son chapeau cardinalice lui a déjà été expédié.

### DuXVIeauXVIIesiècle
Le secret des créations cardinalices s'étendait essentiellement, depuis Martin V et avec ses successeurs, au Collège des cardinaux, que le pape enjoignait simplement mais fermement de ne pas divulguer la confidence. Mais la réaction du collège à ces nominations « secrètes » fut variée : ainsi, certains cardinaux furent finalement admis au conclave par décision collégiale, certaines nominations furent perdues à jamais et d'autres furent reprises par le successeur d'un pape défunt n'ayant pas publié sa décision avant sa mort.
Le changement introduit par Paul III consistait à conserver le secret de ces nominations non publiées « dans son cœur », in pectore, tout en formalisant la proclamation par ces mots : alios autem in pectore reservamus arbitrio nostro quandocumque declarandos.
Les premiers cardinaux créés in pectore par Paul III sont Niccolò Caetani et Jérôme Aléandre, par consistoire du 22 février 1536. Leurs noms ne sont révélés que le 13 mars 1538. D'après Conradus Eubel, le pape a réservé in pectore un certain nombre de cardinaux qui n'ont finalement jamais été révélés. C'est ainsi que l'évêque de Côme, Bernardino della Croce (it), après avoir fait pression sur le cardinal Alexandre Farnèse, neveu de Paul III, se présente au Sacré Collège à la mort du pape en 1549 en déclarant avoir été créé in pectore, ce que les cardinaux refusent de reconnaître. En revanche, les noms qui suivent ont fait l'objet d'une publication ultérieure :
- Hippolyte d'Este, créé in pectore le 20 décembre 1538, révélé le 4 mars 1539
- Pietro Bembo, créé in pectore le 20 décembre 1538, révélé le 10 novembre 1539[24]
- Miguel da Silva, créé in pectore le 19 décembre 1539, révélé le 2 décembre 1541
- Cristoforo Madruzzo, créé in pectore le 2 juin 1542, révélé le 7 janvier 1545
- Giulio della Rovere, créé in pectore le 27 juillet 1547, révélé le 9 janvier 1548

Le pape Jules III crée cardinal in pectore l'archevêque de Manfredonia, Sebastiano Antonio Pighini, lors du consistoire du 20 novembre 1551 et le révèle le 30 mai 1552.
Le patriarche d'Aquilée, Daniel Barbaro, est créé in pectore par Pie IV le 26 février 1561 pour éviter les protestations diplomatiques en raison de son rôle d'ambassadeur de la république de Venise auprès d'Élisabeth Ire, mais cette nomination n'est révélée que dix ans plus tard, en 1571, à titre posthume,,.
Près d'un demi-siècle plus tard, le 2 décembre 1615, en pleine Contre-Réforme, le pape Paul V crée in pectore l'évêque de Vienne Melchior Klesl, qu'il présente le 9 avril 1616.

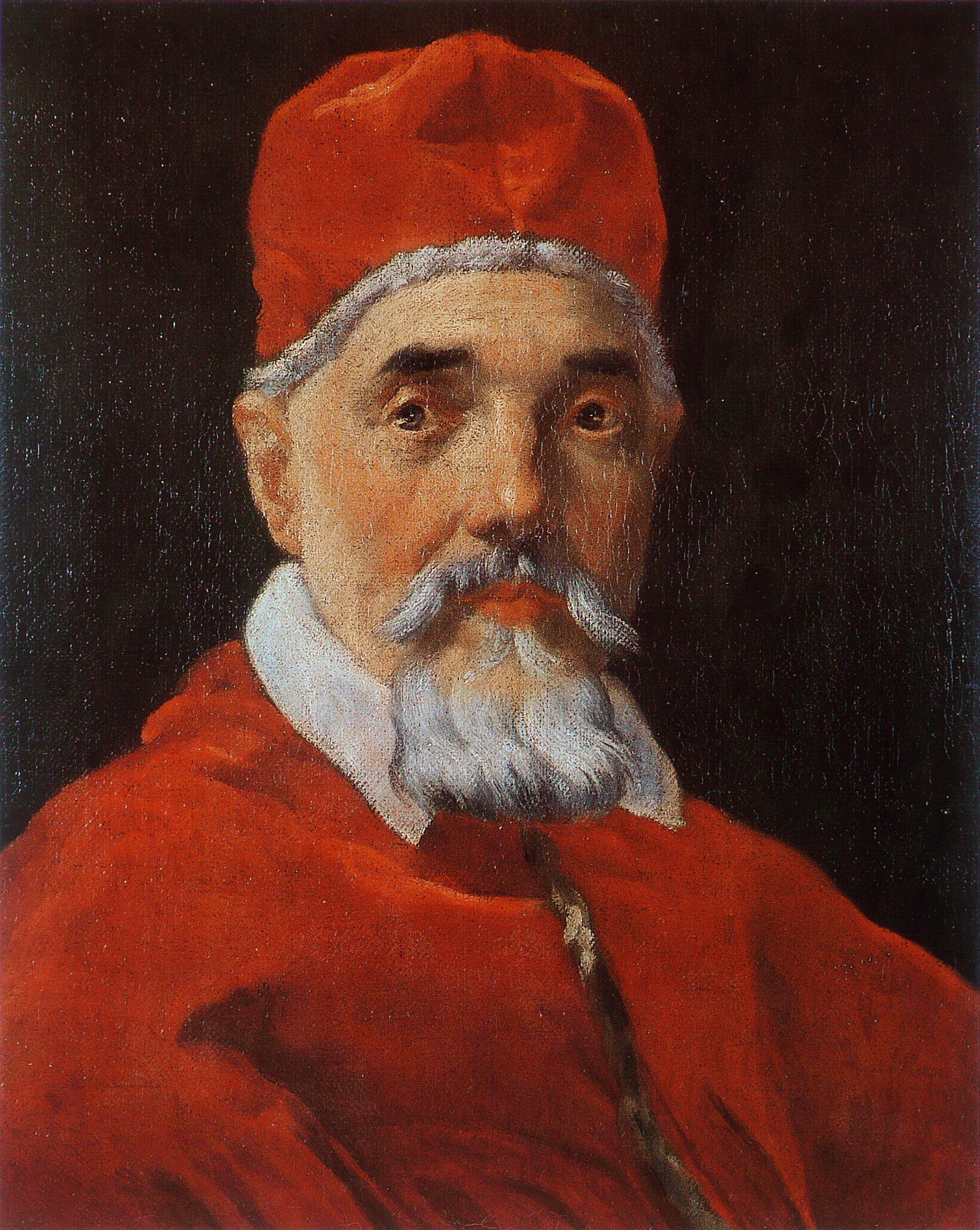
Urbain VIII, pape ayant organisé le principe de création de cardinaux in pectore.

Urbain VIII, afin d'éviter les différends qui ont pu surgir précédemment, stabilise la coutume qui permet à un pape de réserver certaines créations de cardinaux « dans son cœur » et, surtout, selon sa propre volonté et sa propre autorité, sans avoir à en référer au Sacré Collège. Il précise d'autres cas de création in pectore : la possibilité que le prélat refuse cette élévation, qu'il soit déposé ou substitué avant la révélation ou pour éviter une promotion publique. Ces règles sont conformes à son gouvernement de l'Église, dans laquelle il fait figure de souverain absolu, et à son désir de réduire l'influence des cardinaux, car, s'il leur accorde en 1630 le titre d'éminence et le rang de prince de l'Église, il façonne lors de son très long pontificat un collège plutôt terne qu'il peut diriger à sa guise. Il nomme en tout dix-huit cardinaux in pectore sur les 78 créés lors de huit consistoires, mais quatre d'entre eux n'ont jamais été révélés,. Les quatorze autres sont connus :
| Cardinal                               | Création in pectore | Révélation       |
| -------------------------------------- | ------------------- | ---------------- |
| Nicolas-François de Lorraine-Vaudémont | 19 janvier 1626     | 30 août 1627     |
| Girolamo Vidoni                        | 19 janvier 1626     | 30 août 1627     |
| Marzio Ginetti                         | 19 janvier 1626     | 30 août 1627     |
| Antonio Barberini                      | 30 août 1627        | 7 février 1628   |
| Girolamo Colonna                       | 30 août 1627        | 7 février 1628   |
| Giovanni Battista Pamphilj             | 30 août 1627        | 19 novembre 1629 |
| Giovanni Francesco Guidi di Bagno      | 30 août 1627        | 19 novembre 1629 |
| Diego de Guzmán Haros                  | 19 novembre 1629    | 15 juillet 1630  |
| Johann Albert Vasa                     | 19 novembre 1629    | 20 décembre 1632 |
| Ciriaco Rocci                          | 19 novembre 1629    | 28 novembre 1633 |
| Cesare Monti                           | 19 novembre 1629    | 28 novembre 1633 |
| Marcantonio Franciotti                 | 28 novembre 1633    | 30 mars 1637     |
| Juan de Lugo y de Quiroga              | 13 juillet 1643     | 14 décembre 1643 |
| Achille d'Étampes de Valençay          | 13 juillet 1643     | 14 décembre 1643 |

Innocent X, lui-même créé in pectore par son prédécesseur, nomme cinq cardinaux de la même façon :
- Domenico Cecchini, créé le 14 novembre 1644, révélé le 6 mars 1645
- Francesco Maria Farnese, créé le 14 novembre 1644, révélé le 4 décembre 1645
- Antonio de Aragón-Córdoba-Cardona y Fernández de Córdoba, créé le 7 octobre 1647, révélé le 14 mars 1650
- Lorenzo Imperiali, créé le 19 février 1652, révélé le 2 mars 1654
- Giberto Borromeo, créé le 19 février 1652, révélé le 2 mars 1654

Sur les six consistoires convoqués par Alexandre VII, deux sont entièrement consacrés à la création de cardinaux in pectore. Sur 38 créés, 17 le sont de cette manière :
| Cardinal                                | Création in pectore | Révélation       |
| --------------------------------------- | ------------------- | ---------------- |
| Scipione Pannocchieschi d'Elci          | 9 avril 1657        | 29 avril 1658    |
| Girolamo Farnese                        | 9 avril 1657        | 29 avril 1658    |
| Antonio Bichi                           | 9 avril 1657        | 10 novembre 1659 |
| Francesco Maria Sforza Pallavicino      | 9 avril 1657        | 29 avril 1658    |
| Volumnio Bandinelli                     | 29 avril 1658       | 5 avril 1660     |
| Odoardo Vecchiarelli                    | 29 avril 1658       | 5 avril 1660     |
| Giacomo Franzoni                        | 29 avril 1658       | 5 avril 1660     |
| Alfonso Michele Litta                   | 14 janvier 1664     | 15 février 1666  |
| Neri Corsini,                           | 14 janvier 1664     | 15 février 1666  |
| Giacomo Filippo Nini                    | 14 janvier 1664     | 15 février 1666  |
| Paluzzo Paluzzi Altieri Degli Albertoni | 14 janvier 1664     | 15 février 1666  |
| Cesare Maria Antonio Rasponi            | 14 janvier 1664     | 15 février 1666  |
| Giannicolò Conti                        | 14 janvier 1664     | 15 mars 1666     |
| Giulio Spinola                          | 15 février 1666     | 7 mars 1667      |
| Carlo Roberti de’ Vittori               | 15 février 1666     | 7 mars 1667      |
| Vitaliano Visconti                      | 15 février 1666     | 7 mars 1667      |
| Innico Caracciolo                       | 15 février 1666     | 7 mars 1667      |

Clément IX a créé un cardinal in pectore lors du consistoire du 5 août 1669 qu'il a publié le 29 novembre de la même année : Luis Manuel Fernández de Portocarrero-Bocanegra y Moscoso-Osorio.
Lors du consistoire de Clément X le 24 août 1671, seuls des cardinaux in pectore ont été nommés : l'Allemand Bernard-Gustave de Bade-Durlach, révélé le 22 février 1722, le Français César d'Estrées et l'Autrichien Johann Eberhard Nithard, tous deux publié le 16 mai 1672. Federico Baldeschi Colonna a été créé le 12 juin 1673 et révélé le 17 décembre 1674.
Si Innocent XI et Alexandre VIII n'ont pas utilisé cette faculté, leur successeur Innocent XII a nommé six cardinaux in pectore, deux créés lors du consistoire du 24 novembre 1699 n'ont jamais été publiés :
- Giacomo Antonio Morigia, créé le 12 décembre 1695, révélé le 19 décembre 1698
- Baldassare Cenci, créé le 12 décembre 1695, révélé le 11 novembre 1697
- Fabrizio Paolucci, créé le 22 juillet 1697, révélé le 19 décembre 1698
- Sperello Sperelli, créé le 14 novembre 1699, révélé dix jours plus tard

### AuXVIIIesiècle
À l'exception d'Innocent XIII, dont le pontificat a duré moins de trois années, tous les papes du XVIIIe siècle ont recouru au procédé de création in pectore. L'hostilité envers le catholicisme étant croissante dans la seconde moitié du siècle au sein de plusieurs gouvernements, ces nominations deviennent plus nombreuses.

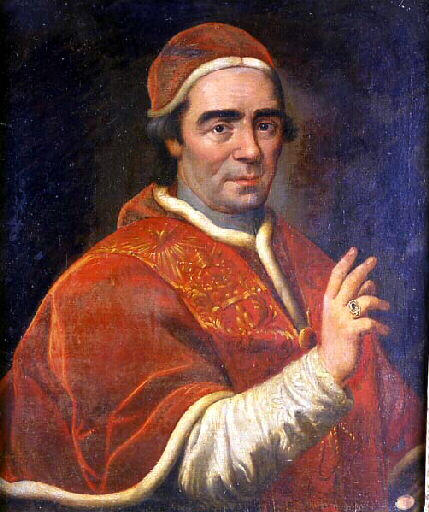
Le pape Clément XIV a emporté, à sa mort, le nom de onze cardinaux créés in pectore.

Le pape Benoît XIV crée deux cardinaux in pectore lors du consistoire du 9 septembre 1743 mais il annonce dans celui du 26 novembre 1753 qu'ils sont morts. Le 26 avril 1773, lors du consistoire qui élève aussi au rang de cardinal le prochain pape Pie VI, Clément XIV crée onze cardinaux in pectore dont les noms n'ont jamais été publiés. Pie VI nomme trois autres cardinaux in pectore dont les noms ne sont jamais révélés, malgré la longueur de son pontificat : deux lors du consistoire du 23 juin 1777 et un le 20 septembre 1784.
| Cardinal                             | Création in pectore | Révélation                         |
| ------------------------------------ | ------------------- | ---------------------------------- |
| Clément XI                           |                     |                                    |
| Giuseppe Vallemani                   | 17 mai 1706         | 1er août 1707                      |
| Antonio Francesco Sanvitale          | 15 avril 1709       | 22 juillet 1709                    |
| Lodovico Pico della Mirandola        | 18 mai 1712         | 26 septembre 1712                  |
| Manuel Arias y Porres                | 18 mai 1712         | 30 janvier 1713                    |
| Giovanni Battista Bussi              | 18 mai 1712         | 26 septembre 1712                  |
| Pier Marcellino Corradini            | 18 mai 1712         | 26 septembre 1712                  |
| Benito de Sala y de Caramany         | 18 mai 1712         | 30 janvier 1713                    |
| Curzio Origo                         | 18 mai 1712         | 26 septembre 1712                  |
| Melchior de Polignac                 | 18 mai 1712         | 30 janvier 1713                    |
| Damien de Schönborn-Buchheim         | 30 janvier 1713     | 29 mai 1715                        |
| Innico Caracciolo                    | 29 mai 1715         | 16 décembre 1715                   |
| Bernardino Scotti                    | 29 mai 1715         | 16 décembre 1715                   |
| Carlo Maria Marini                   | 29 mai 1715         | 16 décembre 1715                   |
| Imre Csáky                           | 12 juillet 1717     | 1er octobre 1717                   |
| Giovanni Francesco Barbarigo         | 29 novembre 1719    | 30 septembre 1720                  |
| Benoît XIII                          |                     |                                    |
| Angelo Maria Quirini                 | 9 décembre 1726     | 20 novembre 1727                   |
| Marco Antonio Ansidei                | 9 décembre 1726     | 30 avril 1728                      |
| Prospero Lambertini                  | 9 décembre 1726     | 30 avril 1728                      |
| Francesco Antonio Finy               | 9 décembre 1726     | 26 janvier 1728                    |
| Gregorio Selleri                     | 9 décembre 1726     | 30 avril 1728                      |
| Antonio Banchieri                    | 9 décembre 1726     | 30 avril 1728                      |
| Carlo Collicola                      | 9 décembre 1726     | 30 avril 1728                      |
| Clément XII                          |                     |                                    |
| Neri Maria Corsini                   | 14 août 1730        | 11 décembre 1730                   |
| Raniero d'Elci                       | 20 décembre 1737    | 23 juin 1738                       |
| Benoît XIV                           |                     |                                    |
| Jean-Théodore de Bavière             | 9 septembre 1743    | 17 janvier 1746                    |
| Clément XIII                         |                     |                                    |
| Carlo Rezzonico                      | 11 septembre 1758   | 2 octobre 1758                     |
| Clément XIV                          |                     |                                    |
| Paulo de Carvalho de Mendoça         | 18 décembre 1769    | 29 janvier 1770 (à titre posthume) |
| Mario Marefoschi Compagnoni          | 29 janvier 1770     | 10 septembre 1770                  |
| Antonio Casali                       | 12 décembre 1770    | 15 mars 1773                       |
| Pasquale Acquaviva d'Aragona         | 12 décembre 1770    | 15 mars 1773                       |
| Antonio Eugenio Visconti             | 17 juin 1771        | 19 avril 1773                      |
| Bernardino Giraud                    | 17 juin 1771        | 19 avril 1773                      |
| Innocenzo Conti                      | 23 septembre 1771   | 19 avril 1773                      |
| Pie VI                               |                     |                                    |
| Giovanni Carlo Bandi                 | 29 mai 1775         | 11 septembre 1775                  |
| Francesco Maria Banditi              | 17 juillet 1775     | 13 novembre 1775                   |
| Ignazio Gaetano Boncompagni-Ludovisi | 17 juillet 1775     | 13 novembre 1775                   |
| Luigi Valenti Gonzaga                | 15 avril 1776       | 20 mai 1776                        |
| Giovanni Archinto                    | 15 avril 1776       | 20 mai 1776                        |
| Andrea Gioannetti                    | 23 juin 1777        | 15 décembre 1777                   |
| Hyacinthe-Sigismond Gerdil           | 23 juin 1777        | 15 décembre 1777                   |
| Giovanni Ottavio Manciforte Sperelli | 23 juin 1777        | 11 décembre 1780                   |
| Vincenzo Maria Altieri               | 23 juin 1777        | 11 décembre 1780                   |
| Alessandro Mattei                    | 12 juillet 1779     | 22 mai 1782                        |
| Raniero Finocchietti                 | 16 décembre 1782    | 17 décembre 1787                   |
| Carlo Bellisomi                      | 14 février 1785     | 21 février 1794                    |
| Fabrizio Dionigi Ruffo               | 26 septembre 1791   | 21 février 1794                    |

### AuXIXesiècle

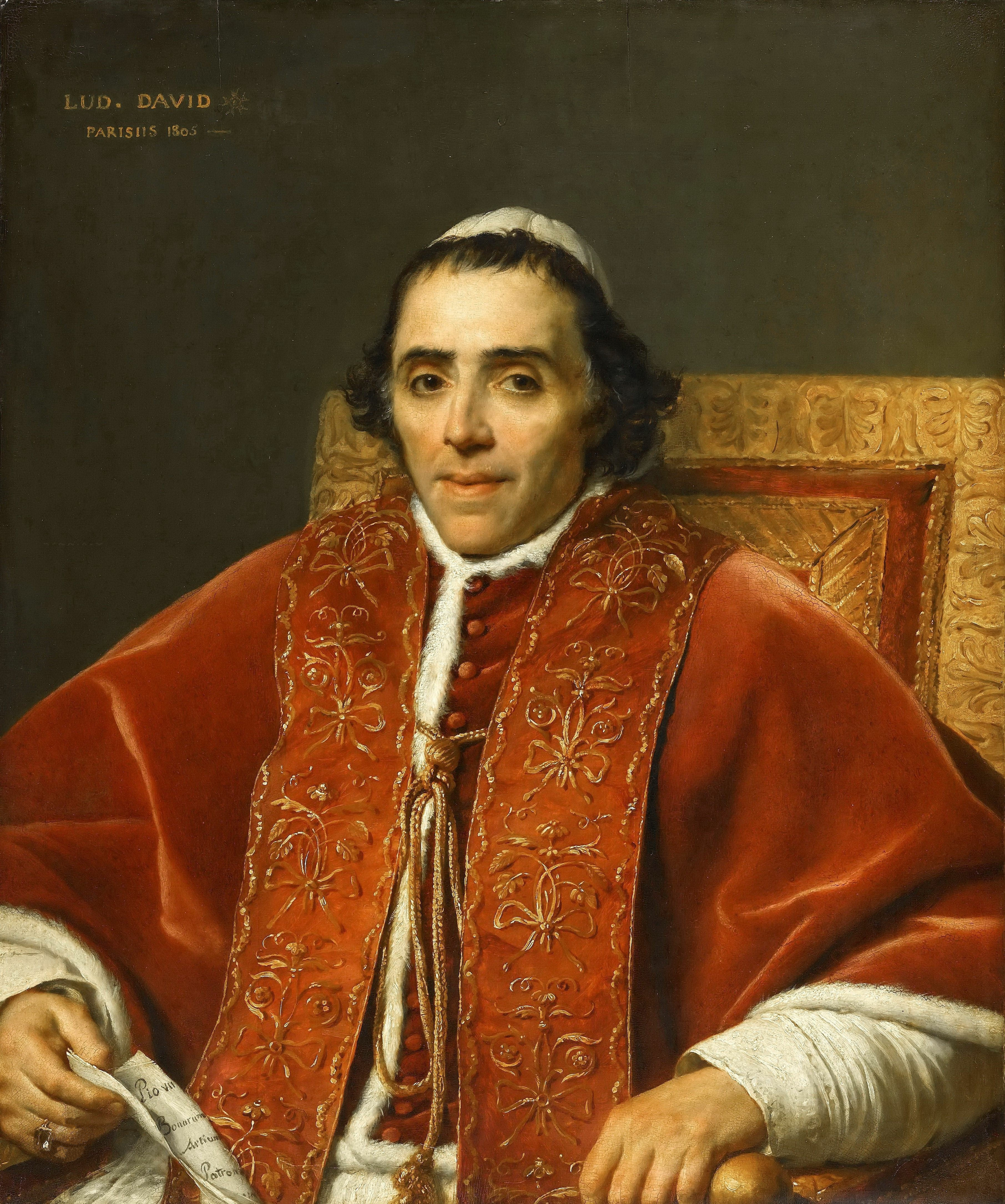
Portrait du pape Pie VII, ayant nommé vingt-six cardinaux in pectore.

Le pape Pie VII, à l'issue de la Révolution française qui a développé un fort sentiment anticlérical, recourt vingt-six fois à ce procédé de création de cardinaux in pectore. Les relations difficiles avec l'empereur Napoléon Ier le poussent à reporter la révélation de douze cardinaux sur les vingt-cinq nommés lors du consistoire du 23 février 1801. Le 26 mars 1804, un cardinal est créé in pectore, mais meurt avant que son nom ne soit publié et reste inconnu. Lors de la Seconde Restauration française, il élève onze cardinaux in pectore sur les 32 nommés lors du consistoire du 8 mars 1816.

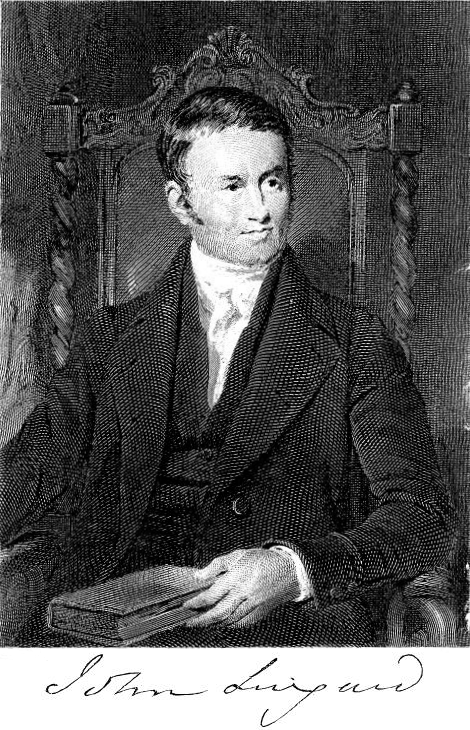
L'historien anglais et simple prêtre catholique John Lingard est sans doute un cardinal nommé in pectore, bien que cette création n'ait jamais été révélée.

Son successeur Léon XII a nommé neuf cardinaux in pectore, en incluant l'historien anglais John Lingard, qui n'a jamais été publiquement révélé.
Avec l'éclatement de révolutions majeures à travers l'Europe à la fin des années 1820, le recours à cette pratique de nominations est en forte augmentation. Pie VIII, par le consistoire du 15 mars 1830, a créé huit cardinaux in pectore mais sa mort quelques mois plus tard a emporté le secret de leurs noms.

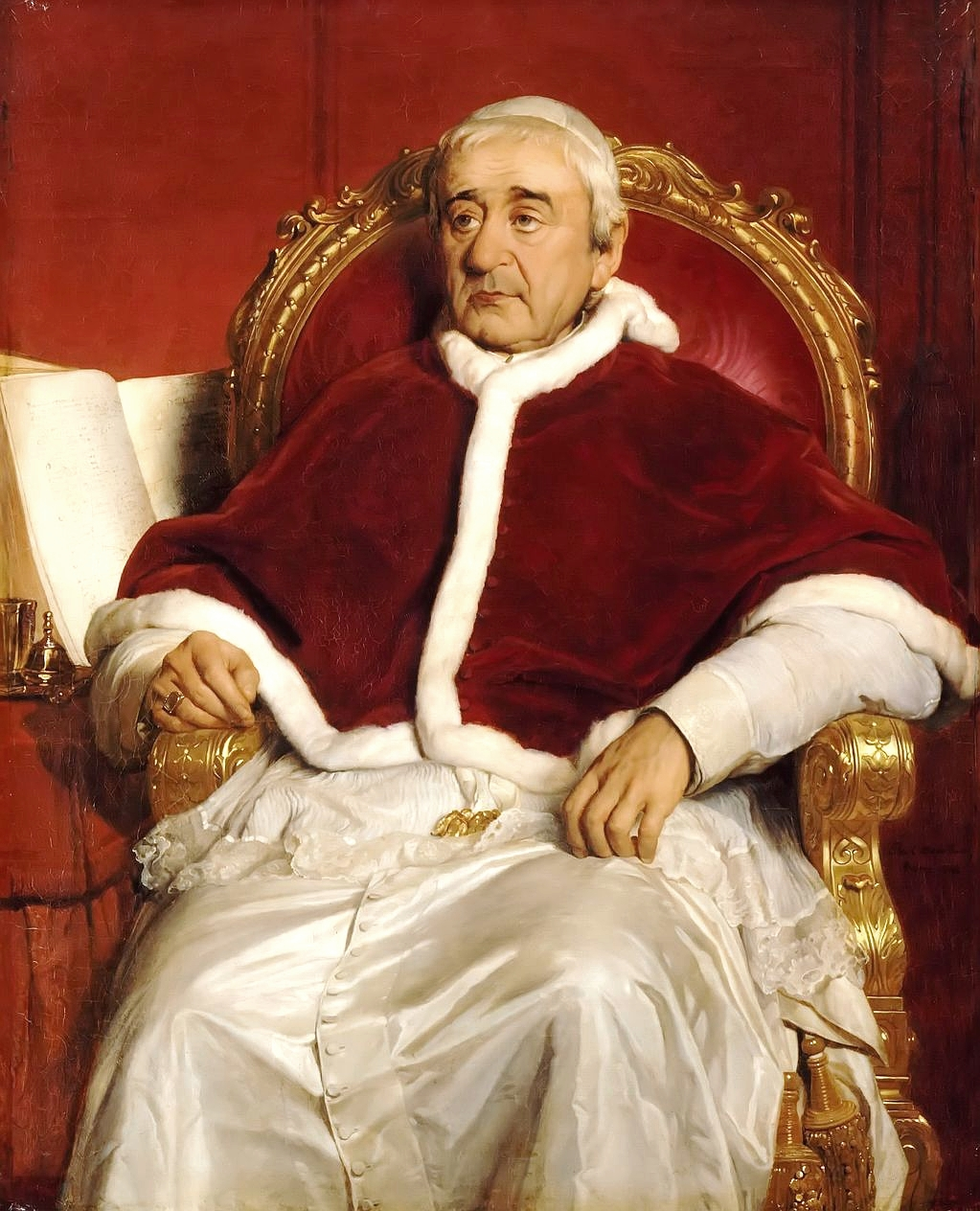
Grégoire XVI est le pape ayant créé le plus grand nombre de cardinaux in pectore de l'Histoire.

Grégoire XVI est le pape qui a nommé le plus grand nombre de cardinaux in pectore : 41 sur un total de 81. L'un d'entre eux, créé le 12 juillet 1841, n'a jamais été révélé, pas plus que les quatre cardinaux nommés le 21 avril 1845 ni le cardinal nommé le 24 novembre 1845, que certaines sources affirment être Alerame Maria Pallavicini, majordome du pape, que Pie IX a par la suite refusé de publier.
Mais après le Printemps des peuples, les nominations in pectore deviennent moins nombreuses. Pie IX n'y recourt que neuf fois sur 123 cardinaux créés tandis que Léon XIII n'en crée que huit en secret sur 147. Lors du consistoire du 24 mars 1898, ce dernier annonce que deux cardinaux nommés in pectore le 22 juin 1896 sont morts ; leurs noms ne sont pas connus.
| Cardinal                                | Création in pectore | Révélation             |
| --------------------------------------- | ------------------- | ---------------------- |
| Pie VII                                 |                     |                        |
| Antonio Felice Zondadari                | 23 février 1801     | 28 septembre 1801      |
| Lorenzo Litta                           | 23 février 1801     | 28 septembre 1801      |
| Michelangelo Luchi                      | 23 février 1801     | 28 septembre 1801      |
| Carlo Crivelli                          | 23 février 1801     | 29 mars 1802           |
| Giuseppe Spina                          | 23 février 1801     | 29 mars 1802           |
| Michele Di Pietro                       | 23 février 1801     | 9 août 1802            |
| Carlo Francesco Maria Caselli           | 23 février 1801     | 9 août 1802            |
| Alphonse-Hubert de Latier de Bayane     | 23 février 1801     | 9 août 1802            |
| Francesco Maria Locatelli               | 23 février 1801     | 17 janvier 1803        |
| Giovanni Castiglione                    | 23 février 1801     | 17 janvier 1803        |
| Charles Erskine de Kellie               | 23 février 1801     | 17 janvier 1803        |
| Paolo Luigi Silva                       | 23 février 1801     | Mort avant publication |
| Luigi Gazzoli                           | 16 mai 1803         | 11 juillet 1803        |
| Francesco Guidobono Cavalchini          | 24 août 1807        | 6 avril 1818           |
| Camillo de Simone                       | 8 mars 1816         | 22 juillet 1816        |
| Giovanni Battista Quarantotti           | 8 mars 1816         | 22 juillet 1816        |
| Giorgio Doria Pamphilj                  | 8 mars 1816         | 22 juillet 1816        |
| Luigi Ercolani                          | 8 mars 1816         | 22 juillet 1816        |
| Stanislao Sanseverino                   | 8 mars 1816         | 22 juillet 1816        |
| Pedro Benito Antonio Quevedo y Quintano | 8 mars 1816         | 23 septembre 1816      |
| Francesco Cesarei Leoni                 | 8 mars 1816         | 28 juillet 1817        |
| Antonio Lante Montefeltro della Rovere  | 8 mars 1816         | 28 juillet 1817        |
| Lorenzo Prospero Bottini                | 8 mars 1816         | 1er octobre 1817       |
| Fabrizio Sceberras Testaferrata         | 8 mars 1816         | 6 avril 1818           |
| Gabriel Cortois de Pressigny            | 8 mars 1816         | Dignité refusée        |
| Giacinto Placido Zurla                  | 10 mars 1823        | 16 mai 1823            |
| Léon XII                                |                     |                        |
| Ludovico Micara                         | 20 décembre 1824    | 13 mars 1826           |
| Bartolomeo Alberto Mauro Cappellari     | 21 mars 1825        | 13 mars 1826           |
| Pietro Caprano                          | 2 octobre 1826      | 15 décembre 1828       |
| Alexander Rudnay                        | 2 octobre 1826      | 15 décembre 1828       |
| Benedetto Colonna Barberini di Sciarra  | 2 octobre 1826      | 15 décembre 1828       |
| Giovanni Antonio Benvenuti              | 2 octobre 1826      | 15 décembre 1828       |
| Giovanni Francesco Marazzani Visconti   | 2 octobre 1826      | 15 décembre 1828       |
| Belisario Cristaldi                     | 2 octobre 1826      | 15 décembre 1828       |
| John Lingard                            | 2 octobre 1826      | Jamais révélé          |
| Grégoire XVI                            |                     |                        |
| Alessandro Giustiniani                  | 30 septembre 1831   | 2 juillet 1832         |
| Francesco Tiberi Contigliano            | 30 septembre 1831   | 2 juillet 1832         |
| Ugo Pietro Spinola                      | 30 septembre 1831   | 2 juillet 1832         |
| Francesco Serra-Cassano                 | 30 septembre 1831   | 15 avril 1833          |
| Francesco Canali                        | 30 septembre 1831   | 23 juin 1834           |
| Pietro Ostini                           | 30 septembre 1831   | 11 juillet 1836        |
| Benedetto Cappelletti                   | 30 septembre 1831   | 2 juillet 1832         |
| Luigi Del Drago                         | 30 septembre 1831   | 2 juillet 1832         |
| Francesco Maria Pandolfi Alberici       | 30 septembre 1831   | 2 juillet 1832         |
| Ludovico Gazzoli                        | 30 septembre 1831   | 2 juillet 1832         |
| Giuseppe della Porta Rodiani            | 23 juin 1834        | 6 avril 1835           |
| Giuseppe Alberghini                     | 23 juin 1834        | 6 avril 1835           |
| Alessandro Spada                        | 23 juin 1834        | 6 avril 1835           |
| Luigi Frezza                            | 23 juin 1834        | 11 juillet 1836        |
| Costantino Patrizi Naro                 | 23 juin 1834        | 11 juillet 1836        |
| Adriano Fieschi                         | 23 juin 1834        | 13 septembre 1838      |
| Ambrogio Bianchi                        | 6 avril 1835        | 8 juillet 1839         |
| Angelo Mai                              | 19 mai 1837         | 12 février 1838        |
| Giovanni Soglia Ceroni                  | 12 février 1838     | 18 février 1839        |
| Antonio Tosti                           | 12 février 1838     | 18 février 1839        |
| Francesco Saverio Massimo               | 12 février 1838     | 24 janvier 1842        |
| Filippo de Angelis                      | 13 septembre 1838   | 8 juillet 1839         |
| Gabriele Ferretti                       | 30 novembre 1838    | 8 juillet 1839         |
| Charles Januarius Acton                 | 18 février 1839     | 24 janvier 1842        |
| Giovanni Maria Mastai Ferretti          | 23 décembre 1839    | 14 décembre 1840       |
| Gaspare Bernardo Pianetti               | 23 décembre 1839    | 14 décembre 1840       |
| Luigi Vannicelli Casoni                 | 23 décembre 1839    | 24 janvier 1842        |
| Lodovico Altieri                        | 14 décembre 1840    | 21 avril 1845          |
| Silvestro Belli                         | 14 décembre 1840    | 12 juillet 1841        |
| Tommaso Pasquale Gizzi                  | 12 juillet 1841     | 22 janvier 1844        |
| Fabio Maria Asquini                     | 22 janvier 1844     | 21 avril 1845          |
| Francesco Capaccini                     | 22 juillet 1844     | 21 avril 1845          |
| Giuseppe Antonio Zacchia Rondinini      | 22 juillet 1844     | 21 avril 1845          |
| Lorenzo Simonetti                       | 22 juillet 1844     | 24 novembre 1845       |
| Giacomo Piccolomini                     | 22 juillet 1844     | 24 novembre 1845       |
| Pie IX                                  |                     |                        |
| Raffaele Fornari                        | 21 décembre 1846    | 30 septembre 1850      |
| Giuseppe Bofondi                        | 21 décembre 1846    | 11 juin 1847           |
| Michele Viale-Prelà                     | 15 mars 1852        | 7 mars 1853            |
| Giovanni Brunelli                       | 15 mars 1852        | 7 mars 1853            |
| Camillo Di Pietro                       | 19 décembre 1853    | 16 juin 1856           |
| Ruggero Luigi Emidio Antici Mattei      | 15 mars 1875        | 17 septembre 1875      |
| Salvatore Nobili Vitelleschi            | 15 mars 1875        | 17 septembre 1875      |
| Giovanni Simeoni                        | 15 mars 1875        | 17 septembre 1875      |
| Lorenzo Ilarione Randi                  | 15 mars 1875        | 17 septembre 1875      |
| Bartolomeo Pacca                        | 15 mars 1875        | 17 septembre 1875      |
| Léon XIII                               |                     |                        |
| Carlo Laurenzi                          | 13 décembre 1880    | 10 novembre 1884       |
| Francesco Ricci Paracciani              | 13 décembre 1880    | 27 mars 1882           |
| Pietro Lasagni                          | 13 décembre 1880    | 27 mars 1882           |
| Vincenzo Vannutelli                     | 30 décembre 1889    | 23 juin 1890           |
| Adolphe Perraud                         | 16 janvier 1893     | 29 novembre 1895       |
| Andreas Steinhuber                      | 16 janvier 1893     | 18 mai 1894            |
| Alessandro Sanminiatelli Zabarella      | 18 juin 1899        | 15 avril 1901          |
| Francesco Salesio Della Volpe           | 18 juin 1899        | 15 avril 1901          |

### AuXXesiècle

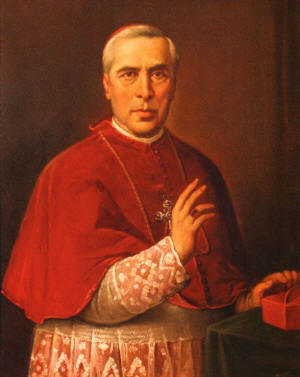
António Mendes Bello créé en 1911, révélé en 1914
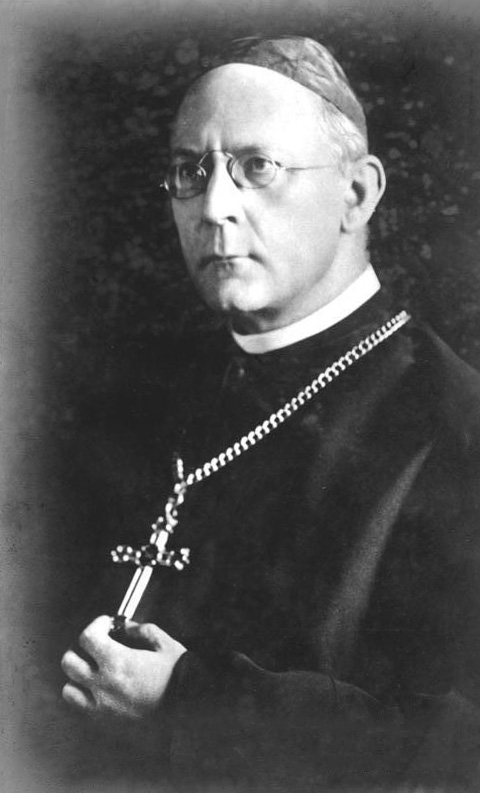
Adolf Bertram créé en 1916, révélé en 1919
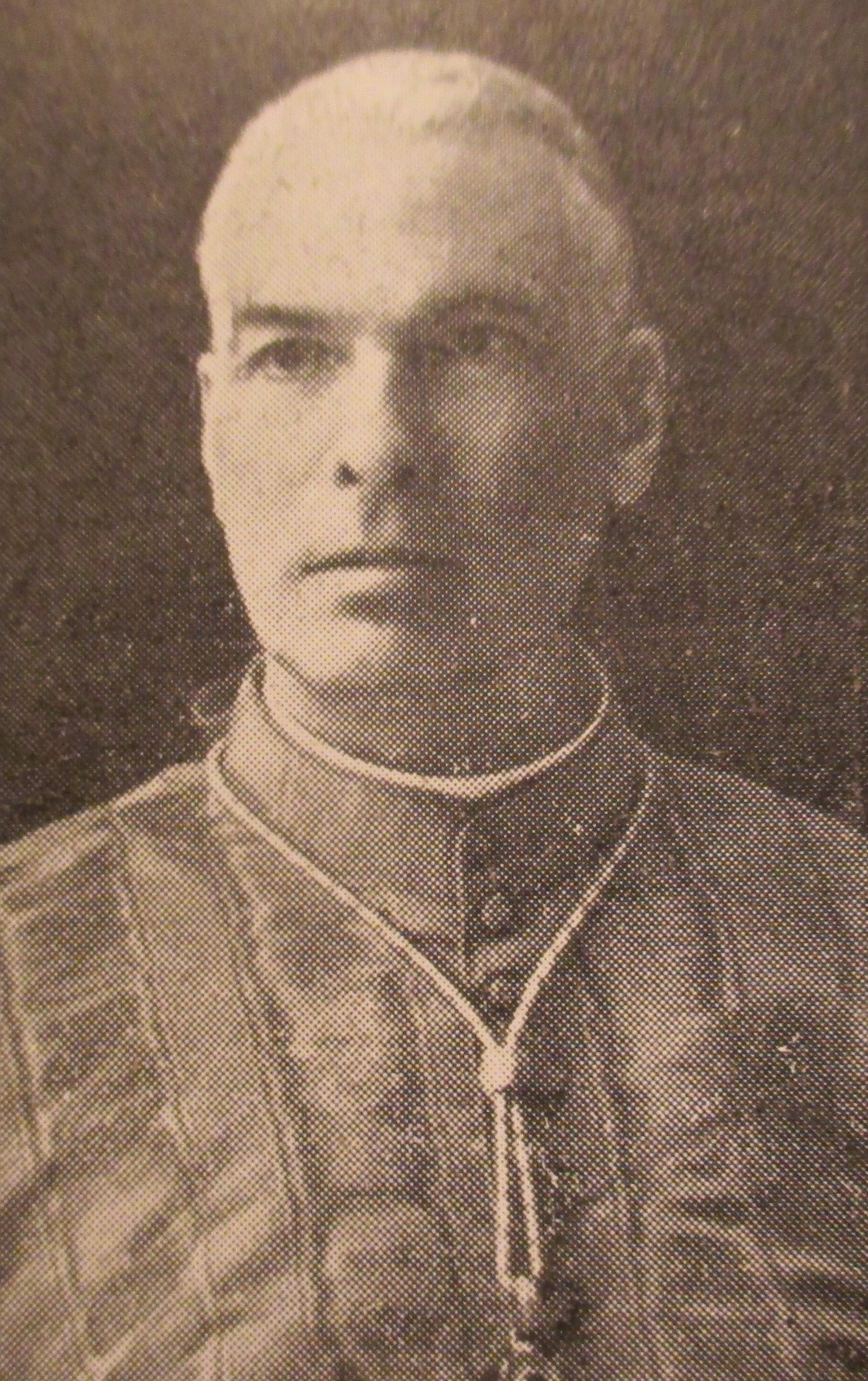
Carlo Salotti créé en 1933, révélé en 1935
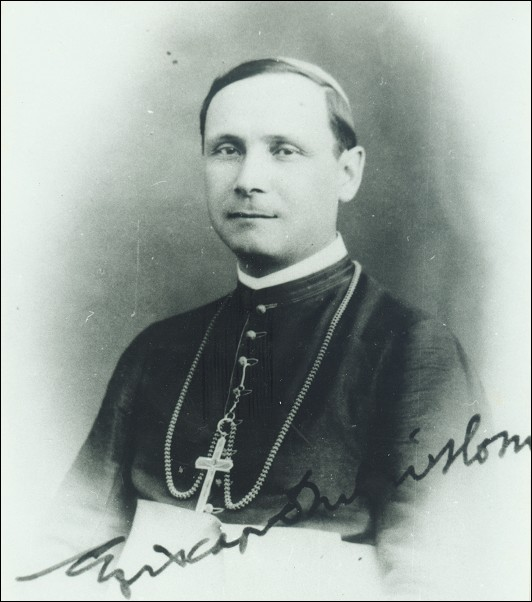
Iuliu Hossu créé en 1969, révélé en 1973
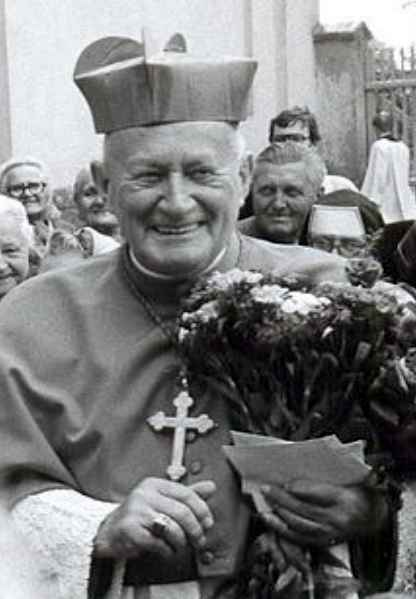
František Tomášek créé en 1976, révélé en 1977
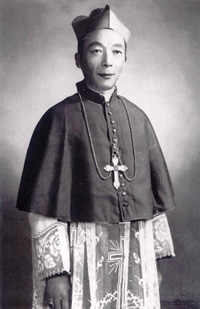
Ignatius Kung Pin-mei créé en 1979, révélé en 1991
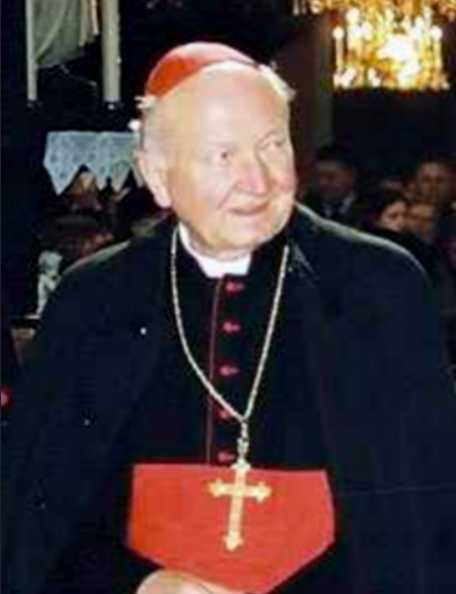
Marian Jaworski créé en 1998, révélé en 2003
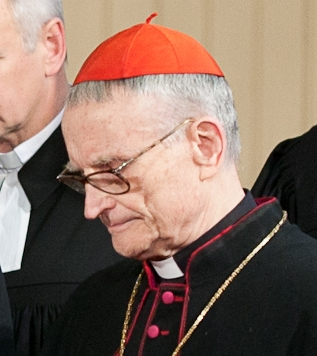
Jānis Pujats créé en 1998, révélé en 2003

Le seul cardinal in pectore créé par le pape Pie X, le 27 novembre 1911, est António Mendes Bello, patriarche de Lisbonne, en raison de la Révolution au Portugal de 1910 ; celui-ci, expulsé de Lisbonne en 1911, est révélé le 25 mai 1914.
Dans le contexte de la Première Guerre mondiale, le 4 décembre 1916, Benoît XV crée in pectore l'Allemand Adolf Bertram. Son nom est publié le 5 décembre 1919. Lors du même consistoire, un cardinal est créé in pectore mais son nom n'a jamais été divulgué ; il pourrait s'agir du prince-archevêque de Prague, Paul Huyn (en), contraint de fuir l'archidiocèse le 19 novembre 1918, après la proclamation de la République de Tchécoslovaquie.
Lors du consistoire du 13 mars 1933, Pie XI crée in pectore les Italiens Federico Tedeschini et Carlo Salotti dont les noms sont publiés le 16 décembre 1935.
En pleine guerre froide, Jean XXIII crée in pectore 3 cardinaux le 28 mars 1960. Leurs noms n'ont jamais été révélés mais l'ancien secrétaire personnel du pape, Loris Francesco Capovilla déclare en 2007 que l'un d'eux est Francesco Giuseppe Lardone (it), nonce apostolique en Turquie (en), dont les actions diplomatiques avec les gouvernements derrière le Rideau de fer sont alors incompatibles avec le cardinalat.
Toujours en raison des tensions de la guerre froide, Paul VI crée en secret trois cardinaux, un roumain et deux tchécoslovaques :
- Iuliu Hossu, créé in pectore le 28 avril 1969, publié à titre posthume le 5 mars 1973
- Štěpán Trochta, créé in pectore le 28 avril 1969, publié le 5 mars 1973
- František Tomášek, créé in pectore le 24 mai 1976, publié le 27 juin 1977

Jean-Paul II utilise la même procédure pour le Chinois Ignatius Kung Pin-mei, créé in pectore le 30 juin 1979, publié le 28 juin 1991, ainsi que pour l'Ukrainien Marian Jaworski et le Letton Jānis Pujats, dont les juridictions se situent aux frontières du puissant patriarcat orthodoxe de Moscou. Ces deux derniers sont créés le 21 février 1998 et publiés trois ans plus tard.
| Cardinal              | Création in pectore | Révélation        |
| --------------------- | ------------------- | ----------------- |
| Pie X                 |                     |                   |
| António Mendes Bello  | 27 novembre 1911    | 25 mai 1914       |
| Benoît XV             |                     |                   |
| Adolf Bertram         | 4 décembre 1916     | 5 décembre 1919   |
| Pie XI                |                     |                   |
| Federico Tedeschini   | 13 mars 1933        | 1er décembre 1935 |
| Carlo Salotti         | 13 mars 1933        | 1er décembre 1935 |
| Paul VI               |                     |                   |
| Iuliu Hossu           | 28 avril 1969       | 5 mars 1973       |
| Štěpán Trochta        | 28 avril 1969       | 5 mars 1973       |
| František Tomášek     | 24 mai 1976         | 27 juin 1977      |
| Jean-Paul II          |                     |                   |
| Ignatius Kung Pin-mei | 30 juin 1979        | 28 juin 1991      |
| Marian Jaworski       | 21 février 1998     | 21 février 200    |
| Jānis Pujats          | 21 février 1998     | 21 février 200    |

### AuXXIesiècle
Un cardinal est créé en secret lors du dernier consistoire de Jean-Paul II le 21 octobre 2003. Son nom n'a jamais été révélé et n'apparaît pas dans le testament de quinze pages du pape. Néanmoins, certains noms ont été évoqués, sans qu'il soit possible d'en avoir confirmation : l'archevêque de Moscou, Tadeusz Kondrusiewicz (en), critique envers l'Église orthodoxe russe, l'évêque de Hong Kong, Joseph Zen Ze-Kiun, ou le secrétaire personnel et exécuteur testamentaire du pape, l'archevêque polonais Stanisław Dziwisz. Les deux derniers ont finalement tous deux été créés cardinaux par le pape Benoît XVI lors du consistoire du 24 mars 2006.

## Dans la culture populaire
Dans le film Conclave d'Edward Berger, sorti en 2024, un des cardinaux majeurs de l'intrigue arrive au conclave en étant présenté comme ayant été créé in pectore par le défunt pape. Cependant, sa nomination n'a pas été révélée officiellement lors d'un consistoire, avant la mort du souverain pontife précédent, et aurait donc dû être invalidée, comme s'il n'avait jamais été cardinal. Sa présence malgré tout lors du conclave « entache la plausibilité du scénario »,,.